# タンタン ソビエトへ
『タンタン ソビエトへ』（フランス語: Tintin au pays des Soviets）は、ベルギーの漫画家エルジェによる漫画（バンド・デシネ）、タンタンの冒険シリーズの1作目である。ベルギーの保守紙『20世紀新聞』 （Le Vingtième Siècle）の子供向け付録誌『20世紀子ども新聞』（Le Petit Vingtième）にて1929年1月から1930年5月まで毎週連載されていた。ベルギー人の少年記者タンタンを主人公とし、愛犬スノーウィと共に建国されて間もない共産主義国家・ソビエト連邦に派遣され、同地の秘密警察に襲われながらも、同国の危険な実態を報道し、帰還するという物語である。
本作はエルジェの代表作であり、かつフランスとベルギーのコミックを意味する「バンド・デシネ」の古典となる「タンタンの冒険シリーズ」の第1作目である。連載当時は人気を博し、完結後すぐに次作『タンタンのコンゴ探険』の連載が決まり、以降、同シリーズが続くことになった。しかし、本作は後のシリーズ作品とは異なり、原画の劣化により数十年にわたって再出版されなかった。またその出来栄え自体をエルジェ本人も恥じており、1940年代から過去のモノクロ作品をカラー化してリメイク出版することになっても、本作は唯一カラー化されなかった。その後、1960年代に海賊版が出回ったことでやむなくモノクロ版の再版が行われ、他国への翻訳版も出版された。本作に対する批評家意見は大半が否定的であり、エルジェの作品の中で最低なものの1作とも評される。
日本語版は、2005年に福音館書店より出版された（川口恵子訳）。

## あらすじ
『20世紀子ども新聞』の報道記者であるベルギー人少年タンタンは、ソビエト連邦を取材するため、愛犬のスノーウィと共に現地へ派遣される。列車で首都モスクワに向かう途中、ドイツ国内にてソ連の秘密警察である合同国家政治保安部（OGPU）の工作員が列車を爆破するところを目撃する。地元のベルリン警察は、この事件をタンタンが犯人だと決めつけ、やむを得ずタンタンは独ソ国境へと逃げる。そこで、タンタンはOGPUの工作員に発見されて、ソ連国内に連れ去られる。そしてタンタンは共産国家の実態や、ボリシェヴィキたちの悪辣なやり口を目の当たりにする。

## 歴史

### 執筆背景
作者のエルジェ（本名：ジョルジュ・レミ）は、1925年、18歳の時に、故郷ブリュッセルにあったローマ・カトリック系の保守紙『20世紀新聞』（Le Vingtième Siècle）で最初は事務員、後にイラストレーターとして雇用された。同紙は「教義と情報のためのカトリック新聞」を標榜し、教会のアベでもあったノルベール・ヴァレーズが経営と編集長を務めていた。ヴァレーズはイタリアのファシストの指導者であるベニート・ムッソリーニを敬愛し、彼のサイン入り写真をデスクに飾ってあるほどに、新聞は親ファシスト的な論調を持ち、また後にレクシスト党（ベルギーのファシスト政党）の指導者となるレオン・ドグレルは、外国特派員として働いていた。
ハリー・トンプソンによれば、当時のベルギーにおいて、こうした政治思想は一般的なものであり、エルジェの周囲には「愛国心、カトリック、厳しい道徳、規律、純真」を主とする保守思想が浸透していた。
また、反共意識も強く、1928年1月にブリュッセルで行われたソビエト連邦の展示会は、ドグレルも参加した国民青年運動（Jeunesses nationales）によるデモで破壊された。
1928年、ヴァレーズは、同紙の子供向け付録誌『20世紀子ども新聞』（Le Petit Vingtième）の創刊を決定し、その編集長にエルジェを任命した。この雑誌は毎週木曜日に発行され、全8ページで構成されるもので、露骨なファシズムや反ユダヤ主義など、ヴァレーズの政治思想を若い読者に広めるためのものであった。
雑誌の発行にあたってはエルジェは単に編集だけではなく、本紙のスポーツ担当が考えた漫画『L'extraordinaire aventure de Flup, Nénesse, Poussette et Cochonnet』の作画も担当した。この作品は2人の少年とその妹、ゴム製の豚の冒険を描いたものであったが、その内容や自身の職務範囲にエルジェは不満を持ち、自身の考えで漫画を描きたいと考えるようになった。
エルジェは自分で脚本も考えて漫画を描いた経験が既にあった。1926年7月から、スカウト活動の広報新聞『Le Boy Scout Belge』において『Les Aventures de Totor C.P. des Hannetons』（トトールの冒険）と題する、ボーイスカウトのパトロール隊長トトールを主人公とした短編漫画を描いた。トトールのキャラクター造形は後のタンタンに大きな影響を与えたと指摘されており、実際エルジェもタンタンはトトールの弟のようなものだと語っている。
Jean-MarcとRandy Lofficierは、トトールとタンタンは、スカウトの服装を除けば、「ほぼ同じもの」だとし、特にイラストのスタイルや物語展開の早いテンポ、ユーモアの使い方など、多くの共通点があることを指摘している。
また、エルジェは反共作品の制作経験もあり、1928年10月には『20世紀新聞』本紙において、「共産主義者の料理人の7割は変わり者」と題する風刺画を多数描いていた。

### 反ソ連をテーマにした構想
最初、エルジェはアメリカを舞台とする物語を構想していた。これは少年時代から憧れていたアメリカ先住民を作中に登場させたいという動機からであったが、ヴァレーズは却下した（この構想は後に第3作目『タンタン アメリカへ』で実現する）。その代わり、ヴァレーズは1917年の10月革命を経てロシア帝国を倒し、1922年にソビエト政権を樹立したマルクス・レーニン主義のボリシェヴィキを題材とし、ソビエト連邦（ソ連）を舞台とすることを希望した。カトリック系の保守主義者であったヴァレーズにとって、無神論、反宗教主義であるソ連政府は認められないものであり、反マルクス主義、反共産主義の思想を若者に浸透させたかった。
エルジェにソ連を訪問したり、取材する十分な時間はなく、もっぱら1917年の革命から9年間を同地で過ごしたベルギーの外交官ジョセフ・ドゥイエの著作『Moscou sans voiles』を全面的に依拠した。この本は反ボリシェヴィキの論調であり、よく売れたが、その多くは正確性に疑問もあるものであった。
恐ろしい選挙のエピソードのようにドゥイエの内容とまったく同じものがあるなど、マイケル・ファーは「エルジェは選択的とは言え、ドゥイエの記述から自由に全シーンを引用した」と解説している。
ソ連の知識がないがゆえの多くの事実誤認もあり、当時のソ連にはなかったはずの、バナナやシェルのガソリン、ハントリー＆パーマーズのビスケットなどが作中に登場する。また、ロシア人の名前についても、「-vich」（-ヴィッチ）という語尾ではなく、ポーランド語の「-ski」（-スキー）をつけてしまっていた。
プロバガンダ作品を製作したことについて、後にエルジェはカトリック教徒である以上は反マルクス主義者でなければならないという「紙面の雰囲気に触発された」と説明し、特に1918年7月に起きたボリシェヴィキによるロマノフ王家の処刑を受け、幼少時から彼らに恐怖感があったと述べている。

### 週刊連載と人気、書籍版の刊行
1929年1月10日、『20世紀子ども新聞』誌にベルギー人の少年記者タンタンを主人公とする物語の第1話が掲載された。
この連載に先立ち、前週の1月4日付版に「我々は常に読者諸君を満足させ、外国情勢について最新情報を提供することを切望している。そこで一流記者のタンタンをソビエト・ロシアに派遣することを決定した」という予告を掲載していた。これはすなわち、タンタンを実在の人物であるかのように扱い、作品はただの一連の絵ではなく、彼が現地で撮影した写真で構成されるという体裁を意味していた。
そして物語は週刊連載され、1930年5月8日に完結した。
エルジェは予め全体のプロットを組まず、毎週ストーリーを考えていた。「『20世紀子ども新聞』は毎週水曜の夕方に発売されていたが、水曜日の朝時点では前週で窮地に追い込んだタンタンをどうやって助け出すか、まだ思いついていないこともよくあった」とエルジェは語っている。
本作は若い読者の間で人気を博した。ハリー・トンプソンは、物語の筋書きが反共主義であったベルギーの一般的な親たちの、ロシア人に対する恐怖心を煽り、人気を持ったのだろうと説明している。
この人気を受けて、ヴァレーズもこれを宣伝に積極的に利用しようと考えた。その最初のものとしてはエイプリルフールのネタとして、ソ連の秘密警察「合同国家政治保安部」（OGPU）が、タンタンの存在を知り、ソビエトとロシアの革命的プロレタリアートに対する攻撃を中止しないのであれば、死を得ることになるだろうという警告状を本誌に送ってきたという記事を掲載した。
次に1930年5月8日には、本紙の記者であるシャルル・レーヌ（Charles Lesne）の企画で、エルジェの友人で、15歳の少年ルシアンがタンタンに扮して、モスクワからリエージュ特急でブリュッセル北駅に到着したというイベントが開かれた。駅では大勢のファンに出迎えられた後、少年はリムジンで『20世紀新聞』のオフィスに移動し、ここではカトリックのボーイスカウトの群衆に迎えられ、最後にバルコニーからスピーチを行うというものであった。そして集まったファンにはプレゼントが配られた。
ヴァレーズは1930年9月に、ブリュッセルのÉditions du Petit Vingtième（20世紀子供出版）より、20フランで書籍版を1万部刊行させた。
このうち500部にはナンバーが入れられ、エルジェが書いた「タンタンのサイン」や、ヴァレーズの秘書で後にエルジェの最初の妻となるジェルメーヌ・キケンズが描いたスノーウィの肉球の絵があった。
理由は不明だが、当時の書籍版では1929年12月26日号に掲載されたページが欠けており、後のエルジェ全集で再録されて以降は、このページは「97A」番として掲載されている。
この初版は、2012年4月にオークションに出された際、37,820ユーロという史上最高額の値がつき、別のものも9,515ユーロで落札された。同年10月には同じオークションハウスに17,690ユーロで出品された。
1930年10月26日からは創刊されたばかりのフランスのカトリック系誌『Cœurs Vaillants』（「勇敢な心」）でも連載が開始された。掲載にあたっては、発行者であり、教会のアベであるガストン・クルトワ（Gaston Courtois）が、読者には吹き出しによるセリフの仕組みがわからないと考え、勝手に絵の下に説明文を書き込む形にした。これはエルジェを激怒させ、連載を止めさせようとしたが叶わなかった。

### その後の出版歴
本作は他のシリーズ作品と異なり、長らく再版が行われなかった。
最も早い時期では1936年には再版を求める声があり、シャルル・レーヌは再版が可能かエルジェに手紙で確認した。この時、エルジェは原画の状態が悪く、再版するには全面的な描き直しが必要となるために難しいと回答した。
その数年後、ナチス・ドイツによるベルギー占領時代にドイツの出版社より打診を受けたが、やはりこれもエルジェは断った。
1940年代から1950年代にかけて、エルジェはスタジオのチームと共に、今までのモノクロ版をカラーにリニューアルする作業を行ったが、その中でも本作のみリメイクを行わなかった。エルジェは本作はストーリーがあまりにも粗雑で、「若さゆえの冒涜だった」と恥じ入っていたという。
1961年、エルジェはシリーズ4作目『ファラオの葉巻』から書籍版の発行を担当していたカステルマン社に手紙を書き、出版社の警告を載せる形であれば再版を認めることを提案した。この時はルイ=ロベール・カステルマンが「本件につきましては積極的な意見よりも、慎重または明確に否定的な意見が占めています。どうなるにせよ、本件に対する積極的な検討を続けますので、ご安心ください」と回答している。
西欧で『タンタンの冒険』の人気が高まると、シリーズの稀少本がコレクターズ・アイテムとなり、特に本作のオリジナル版が高評価を受けるにあたって、海賊版が横行するようになった。
1969年、この状況を受けてエルジェは、シリーズ40周年記念の中で、ナンバリングした500部限定で再版を行った。
これは結果としてさらなる需要を喚起してしまい、海賊版が量産され、本としては平凡な質にもかかわらず、非常に高値で売られる事態を引き起こした。
この状況を止めるため、エルジェは、エルジェ全集の一部として再版することを許可し、こうして1973年、『タンタンのコンゴ探険』『タンタン アメリカへ』が同時収録された全集の第1部が販売された。それでも海賊版が止まらなかったため、1981年、カステルマン社はさらにオリジナル版の複製版も出版した。
これら再版から10年の間に9ヶ国向けの翻訳版も出版された。
日本語版は、2005年に川口恵子訳として福音館書店から出版された。福音館版は順番が原作と異なっており、本作はシリーズ21作目という扱いであった。
2017年にカステルマンにオリジナルに着色を施したカラー版が出版された。
本作における、再版が当初は渋り続けられたこと、逆に1980年代以降は特にわだかまりなく出版されたことには政治的な側面を指摘するものもある。Jean-MarcとRandy Lofficierは、第二次世界大戦後の西欧社会において、マルクス主義が浸透する中にあって物語のテーマゆえに反発を招くことをエルジェが恐れた可能性もあったと指摘している。サウサンプトン研究所の社会学者ジョン・シーアボルド（John Theobald）は、1980年代のレーガン主義による冷戦の激化と、マルクス主義や社会主義に対する敵意の中で、本作が西側諸国に受け入れられていったと指摘している。同様の観点で、共産党が統治する中国では本作のみ21世紀の現代にも発禁状態にある。

## 書評と分析
アンドレ・ド・フリース（André De Vries）は、ブリュッセルにおける文化と文学の遺産研究の中で、本作を「あらゆる意味で、後のエルジェの基準からすれば粗雑だ」と評した。
フィナンシャル・タイムズのサイモン・クーパーは、本作を『タンタンのコンゴ探険』と同じく、シリーズ・ワースト作品と評し、「絵が下手」で「ほぼプロットがない」と批判している。
サウサンプトン研究所の社会学者ジョン・シーアボルド（John Theobald）は、エルジェはソ連の正確な実情を伝える気はなく、読者にマルクス主義への反抗意識を教え込みたかっただけであり、そのためにボルシェビキが不正選挙を行い、反対者を殺害し、人々から穀物を盗む様子を描いたと述べている。
スタンフォード大学の文芸評論家ジャン=マリー・アポストリデスは、エルジェはボリシェヴィキを「絶対悪」としたが、彼らがどのように権力を握り、どのような政治的見解を持っていたかを理解できなかった。
それはタンタンも知らなかったことを意味し、彼がソビエトの「悲惨な世界」を観察し、ボリシェヴィキと戦っても、効果的な反革命には至らなかったのだと述べている。
文芸評論家のトム・マッカーシーは、本作のプロットは「単純すぎる」とし、またボリシェヴィキの描写を「パントマイムの切り抜きだ」と批判している。
エルジェの伝記を書いたブノワ・ペータースは、本作のタンタンを（実存主義者である）「サルトル的なキャラクター」と評し、彼はその行動によってのみ存在し、本を通して単に物語の手段になっていると考察している。同じくエルジェの伝記を書いたPierre Assoulineは、エルジェのソ連に対するイメージが「神曲に描かれた貧困・飢餓・恐怖・抑圧」にあったと述べている。